# Eois elongata
Eois elongata är en fjärilsart som beskrevs av William Schaus 1912. Eois elongata ingår i släktet Eois och familjen mätare. Inga underarter finns listade i Catalogue of Life.